# Melka Sedi
Melka Sedi – miasto w północno-wschodniej Etiopii. Położone w Strefie Administracyjnej nr 3 Regionu Afar w Woredzie Amibara. Według danych szacunkowych na rok 2010 liczy 11 515 mieszkańców.